# Пик Чекановского
Пик Чекано́вского — высшая точка урочища Безымянный Голец на водоразделе Байкала и Утулика. Назван в честь Чекановского Александра Лаврентьевича — известного исследователя Сибири.
На пике есть геодезический знак и небольшой тур. Южный и западный склоны очень крутые. Через пик проходит популярный маршрут «Байкальская Кругосветка».